# Толь, Феликс-Эммануил Густавович
Фе́ликс-Эммануи́л Густа́вович Толь, Толль (нем. Felix Emanuel Wilhelm Toll; 17 февраля [1 марта] 1823, Нарва — 9 [21] сентября 1867, Санкт-Петербург) — русский педагог и писатель

 немецкого происхождения, участник кружка петрашевцев.

## Биография
Родился 17 февраля (1 марта) 1823 года в Нарве в семье канцеляриста, лютеранина по вероисповеданию.
Учился в пансионе И. Ф. Эйнерлинга. В 1844 году окончил за казённый счёт Главный педагогический институт в Петербурге. Преподавал русскую грамматику и географию в Астраханской гимназии (1845), потом — русскую словесность в кадетском корпусе во Фридрихсгаме (с 1846). С 1848 года жил в Петербурге, преподавал в Главном инженерном училище и школе кантонистов.
В 1846 году познакомился с Петрашевским, с 1848 года посещал его пятницы. Жил на одной квартире с Антонелли, оказавшимся провокатором. В 1849 году по делу петрашевцев был арестован (23 апреля) и приговорён к расстрелу, заменённому двумя годами каторги. Отбывал каторгу в Керевском заводе (ныне — село Киреевское) в Томской губернии. Через два года и три месяца получил перевод в село Шигарка (ныне — Яя), с 1852 года жил в Томске в доме Г. С. Батенькова, благодаря его хлопотам получил на это официальное разрешение (1855). Среди томских друзей — М. Бакунин, также высланный в Томск в эти годы.
По указу от 17 апреля 1857 года был восстановлен в правах, получил возможность вернуться в Европейскую Россию (за исключением столиц). По возвращении из ссылки некоторое время жил в Нарве, но был выслан в Тверь за визит в Петербург. Право жить в столицах получил в 1859 году и переехал в Петербург. В 1862 году женился на Марии Яковенко.
С конца 1850-х годов сотрудничал с журналами «Современник», «Русское слово», писал статьи для педагогических журналов. Написал роман «Труд и капитал» («Русское слово», 1860, № 10, 11) и воспоминания о каторге («Современник», 1863, № 4), предвосхитившие «Записки из мертвого дома» Достоевского.
В последние годы жизни нуждался. Умер 9 (21) сентября 1867 года в Санкт-Петербурге. Был похоронен на Волковском лютеранском кладбище; могила утрачена.

## Издание словаря

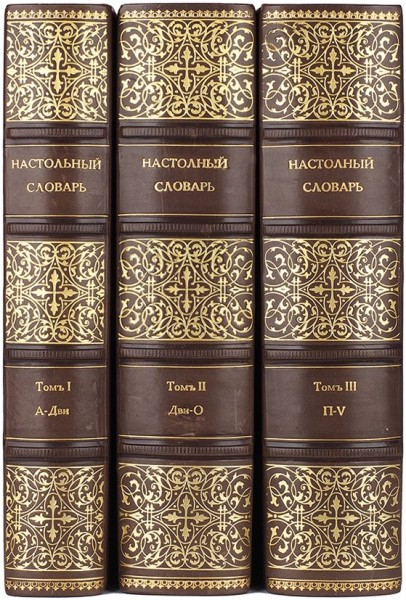
Словарь Толя

При помощи В. П. Волленса (владельца типографии), В. Р. Зотова, В. П. Острогорского составил и издал «Настольный словарь для справок по всем отраслям знаний» (1863—1866), содержащий богатейший и хорошо систематизированный историко-лексикологический материал и явившийся заметным явлением культурной жизни русского общества 1860-х гг. В словаре нашли отражение активные процессы пополнения русского языка лексикой общественно-гуманитарной и особенно терминологией естественных и точных наук.
Журнал «Современник», в целом положительно оценив труд Толя, критиковал автора за «старание во всяком случае, при всяком объяснении быть беспристрастным» (1863, № 10) и расценил это как недостаток издания. В дальнейшей работе над словарём Ф. Толь учёл критику: во многих статьях 2-го и 3-го томов прослеживаются отголоски демократического просветительства петрашевцев (в частности, словарные статьи «Демократия», «Деспотизм», «Свобода», «Социализм», «Этапы»).